# Kolding Bicycle Club
Kolding Bicycle Club er en dansk cykelklub, der er hjemmehørende i Kolding. Den blev grundlagt 15. oktober 1933.
Klubben var i 2019 nomineret til prisen som Årets Cykelklub ved Danish Bike Award.
Den professionelle cykelrytter Kasper Asgreen begyndte sin cykelkarriere hos Kolding Bicycle Club, og er stadigvæk medlem af klubben.